# Acetoacetamida
Acetoacetamida, 3-oxobutanamida ou 3-oxobutiramida, é o composto orgânico de fórmula C4H7NO2, fórmula linear CH3COCH2CONH2 e massa molecular 101,10. Apresenta ponto de fusão de 53-56 °C e ponto de fulgor >230 °F. É classificado com o número CAS 5977-14-0, número de registro Beilstein 1560550, número EC 227-774-4, número MDL MFCD00025528, PubChem Substance ID 24859750, CBNumber CB1743902 e MOL File 5977-14-0.mol.